# Чемпионат ДР Конго по шоссейному велоспорту
Чемпионат Демократической Республики Конго по шоссейному велоспорту — национальный чемпионат ДР Конго по шоссейному велоспорту, проводимый Федерацией велоспорта ДР Конго. За победу в дисциплинах присуждается майка в цветах национального флага (на илл.).

## Призёры

### Мужчины. Групповая гонка.
| Год  | Победитель             | Второй                 | Третий                   |
| ---- | ---------------------- | ---------------------- | ------------------------ |
| 2006 | Фистон Дуква Бумба     | Джимми Киконтве        | ? Мбаву                  |
| 2010 | Фистон Дуква Бумба     | Ален Янда Мулила       | Брюнель Майеле Малеза    |
| 2012 | Енох Манзамби Калунга  | Ален Янда Мулила       | Фистон Дуква Бумба       |
| 2014 | Фистон Дуква Бумба     | Бебека Матондо Мимболе | Жан Лумингу Матинукина   |
| 2015 | Пополь Китоко Нзита    | Жан Лумингу Матинукина | Кристиан Нджанджа Мусуйе |
| 2016 | Джимми Мухиндо Кьявиро | Жан Лумингу Матинукина | Людовик Кабамба          |

### Мужчины. Индивидуальная гонка.
| Год  | Победитель             | Второй      | Третий                 |
| ---- | ---------------------- | ----------- | ---------------------- |
| 2016 | Жан Лумингу Матинукина | Сидис Аслан | Бебека Матондо Мимболе |